# Lista över sommarvärdar under 1950-talet
Detta är en kronologisk lista över personer som varit sommarpratare, det vill säga värdar för radioprogrammet Sommar i P1 under 1950-talet.
För andra decennier se:
<<
1960-talet |
1970-talet |
1980-talet |
1990-talet | 
2000-talet | 
2010-talet |
2020-talet 
>>

## 1959
| Datum      | 1959                 |
| ---------- | -------------------- |
| 29 juni    | Jörgen Cederberg     |
| 30 juni    | Nils Dahlbeck        |
| 1 juli     | Arne Ericsson        |
| 3 juli     | Carl Gösta Widstrand |
| 7 juli     | Nils Dahlbeck        |
| 8 juli     | Arne Ericsson        |
| 9 juli     | Elisabeth Husmark    |
| 10 juli    | Jörgen Cederberg     |
| 13 juli    | Bo Teddy Ladberg     |
| 14 juli    | Nils Dahlbeck        |
| 15 juli    | Arne Ericsson        |
| 16 juli    | Carl Gösta Widstrand |
| 17 juli    | Elisabeth Husmark    |
| 21 juli    | Nils Dahlbeck        |
| 22 juli    | Arne Ericsson        |
| 23 juli    | Elisabeth Husmark    |
| 24 juli    | Jörgen Cederberg     |
| 27 juli    | Carl Gösta Widstrand |
| 28 juli    | Rustan Älveby        |
| 29 juli    | Arne Ericsson        |
| 30 juli    | Elisabeth Husmark    |
| 31 juli    | Jörgen Cederberg     |
| 3 augusti  | Carl Gösta Widstrand |
| 4 augusti  | Rustan Älveby        |
| 5 augusti  | Arne Ericsson        |
| 10 augusti | Carl-Uno Sjöblom     |
| 11 augusti | Nils Dahlbeck        |
| 12 augusti | Arne Ericsson        |
| 13 augusti | Carl-Uno Sjöblom     |
| 14 augusti | Elisabeth Husmark    |